# Роберт Сміт Вокер
Роберт Сміт Вокер (англ. Robert Smith Walker; нар. 23 грудня 1942, Бредфорд, Пенсільванія) — американський політик-республіканець, з 1977 по 1997 він був членом Палати представників США від 16-го округу штату Пенсільванія (голова Комітету Палати з питань науки з 1995 по 1997).

## Життєпис
З 1960 по 1961 він навчався у Коледжі Вільяма і Мері, штат Вірджинія. У 1964 році він закінчив Міллерсвіллський університету, а у 1968 — Делаверський університет. У період з 1964 по 1967 він працював викладачем у державних школах у Міллерсвіллі. З 1967 по 1973 він був також членом Національної гвардії штату. Між 1967 і 1976 він працював помічником конгресмена Едвіна Даїнга Ешлмана. З 1980 по 1990 він був делегатом усіх конвенцій Республіканської партії.
У 2001 році Роберт Вокер був призначений президентом Джорджем Бушем головою Комісії з питань майбутнього авіаційно-космічної промисловості Сполучених Штатів. Він є одним з голів консалтингового комітету Міністерства енергетики США. Він також очолює лобістську фірму у столиці Вашингтоні.